# Manlio Vineis
Manlio Vineis (Saluzzo, 13 settembre 1928 – Caraglio, 28 settembre 2016) è stato un politico italiano.
Fu sindaco di Paesana dal 1975 al 1980 e deputato del Partito Socialista per due legislature.